# Wierchnij Ufalej
Wierchnij Ufalej (ros. Верхний Уфалей) – miasto w Rosji, w obwodzie czelabińskim, siedziba administracyjna wierchnieufalejskiego okręgu miejskiego i rejonu wierchnieufalejskiego. W 2015 roku liczyło ok. 28,6 tys. mieszkańców.
Miejscowość została założona w 1761 roku. W 1940 roku otrzymała prawa miejskie.